# 近接マーケティング
近接マーケティング (英: proximity marketing)は、特定の場所で配信される広告コンテンツのワイヤレス配信のこと。配信は、必要な機器を持っていて受信を希望している個人が受信できる。
配信は、従来の地域に特化された放送を通じて行われることもある。または、より一般的には、特定の地域にあるデバイスを対象に配信する。
デバイスの場所は、次の方法で特定する。
- 特定のセルにある携帯電話。
- 送信機の範囲内にあるBluetoothまたはWi-Fi対応デバイス。
- GPSを備えたインターネット対応デバイスで、インターネットサーバーから場所に特化したコンテンツを取得。
- NFC対応の電話で、製品やメディア上のRFIDチップを読み取り、インターネットサーバーから場所に特化したコンテンツを起動。

コミュニケーションは、特定の場所内の特定のグループをさらに対象とする場合がある。たとえば、観光客のホットスポットのコンテンツは、ローカルエリア外で登録されたデバイスにのみ配信される。
コミュニケーションは時間と場所の両方に特化することもできる。たとえば、会議会場のコンテンツは進行中のイベントの内容に依存させることもできる。
近接マーケティングの用途には、コンサートでのメディア配信、情報（地元の施設のウェブリンク）、ゲームおよびソーシャルアプリケーション、および広告などがある。